# Lägg undan solen
Lägg undan solen är en roman av Eyvind Johnson utgiven 1951.

## Handling
Lägg undan solen är en samtidsroman som handlar om fem personer som är på flykt i centrala Europa. Handlingen utspelar sig efter att det gjorts statskupper i två republiker och flyktingar från den ena eller andra av de nya regimerna samlas i en stuga på toppen av det berg som utgör gränsen mellan de båda republikerna. Berget är för tillfället ett ingenmansland, men det mineral det innehåller garanterar att man snart kommer att strida om det. Flyktingarna har en dag på sig att vila och samla sina tankar och krafter för att nästa natt fly till ett tredje land. Boken är främst en studie av dessa flyktingars liv som representanter för många européers tragiska livsöden.

## Mottagande
Vid sin utgivning visade mottagandet av Lägg undan solen en genomgående uppskattning av bokens kompositionella och stilistiska mästerskap, men flera kritiker var överens om att den inte hörde till höjdpunkterna i författarens produktion. Romanens aktuella budskap framhävdes i flera recensioner. Sten Selander i Svenska Dagbladet betecknade den som "en bekännelse av en stor europé till den västerländska idévärlden och den mänskliga solidariteten bortom landgränser och partiskrankor". Staffan Björck i Dagens Nyheter tyckte att ingen av författarens tidigare böcker var "framdriven av ett lika starkt behov av att hävda den europeiska ödesgemenskapen". Mer kritisk var Artur Lundkvist i Morgon-Tidningen som tyckte att romanen vittnade om "ett bristande grepp om den europeiska situationen den vill framställa" och att Johnson "I stället för att anknyta till en besinningsfull västeuropeisk självkritik, som kunde bidra till att hejda rusningen mot katastrofen, bygger han vidare på den motsättningarnas mur som vill dela världen i två hälfter."